# Maroua Rahali
Maroua Rahali là một võ sĩ vô địch quốc gia Tunisia . Cô sinh ra ở Gaâfour, một thị trấn ở phía tây bắc Tunisia.
Cô được huấn luyện bởi Chergui Hamadi. Cô đại diện cho Tunisia trong Thế vận hội mùa hè 2012 diễn ra ở London trong hạng cân ruồi. Trong trận tứ kết, cô đã thua Mary Kom của Ấn Độ 6-15.

## Thành tích
- 2011 - Giải đấu Quốc tế Phụ nữ (Tunis, TUN) Giải nhất - 51   Kilôgam
- 2011 - Giải vô địch quốc gia phụ nữ Tunisia vị trí số 1 - 51   Kilôgam
- 2010 - Giải nhất Cúp bóng đá châu Phi (Alger, ALG) - 51   Kilôgam
- 2010 - Giải đấu Quốc tế Phụ nữ (El-Menzah, TUN) Giải nhất - 51   Kilôgam
- 2009 - Beja Pro-Am Gala (Beja, TUN) vị trí thứ 2 - 51   Kilôgam